# Gesicht am Südpol des Mondes

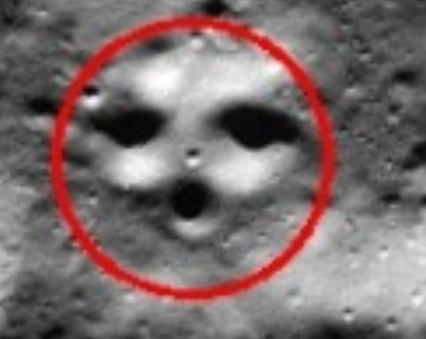
Das Gesicht am Südpol des Mondes

Das Gesicht am Südpol des Mondes ist eine Region auf dem Mond (81,9° südlicher Breite und 39,27° östlicher Länge), die automatisch in einem Bild aus dem Mondaufklärungsorbiter von einem Computersystem mit Gesichtserkennungstechnologien erkannt wurde, als Ergebnis eines Projekts, das Teil der International Space App Challenge 2013 Tokyo war. Es besteht aus Kratern und Schatten auf der Mondoberfläche, die zusammen ein Bild bilden, das einem Gesicht ähnelt.
Das Gesicht auf dem Mars ist ein bekannteres Beispiel für Pareidolie.

## Gesichtserkennung
Menschliche Gehirne haben aufgrund der Struktur des Gehirns die Fähigkeit, Gesichter auf dem Mond wahrzunehmen. Auf der linken Hemisphäre des menschlichen Gehirns erkennt der Gyrus fusiformis (ein Bereich, der mit der Erkennung verbunden ist) die Genauigkeit, wie „gesichtsähnlich“ ein Objekt ist. Der rechte Gyrus fusiformis verwendet dann Informationen aus dem linken Gyrus fusiformis, um zu schlussfolgern, ob das Bild ein Gesicht ist oder nicht. Die inhärente Fähigkeit des Gyrus fusiformis, Gesichter und Muster in Organismen und der Natur zu erkennen, hat auch zu einem Phänomen namens Pareidolie geführt, bei dem das Gehirn Gesichter und Muster in Sammlungen von Objekten erkennt, bei denen es keine geben sollte.
Pareidolie erklärt teilweise, warum Menschen dazu voreingenommen sind, Gesichter auf unbelebten Objekten wie dem Mond wahrzunehmen.
Menschen identifizieren Gesichter, bei denen es aufgrund eines Gestaltprinzips, das Gesetz der Prägnanz genannt wird, keine gibt. Das Prägnanzgesetz besagt, dass „die Menschen mehrdeutige oder komplexe Bilder als die einfachste(n) Form(en) wahrnehmen und interpretieren werden“. Dies bedeutet, dass, weil die Krater und Hügel des Mondes der Form von Augen und einem Mund ähneln, das menschliche Gehirn diese Bilder aufgrund der Vertrautheit zu einem menschlichen Gesicht verdichtet, was ein weiteres Gestaltprinzip ist.

## Mondkrater

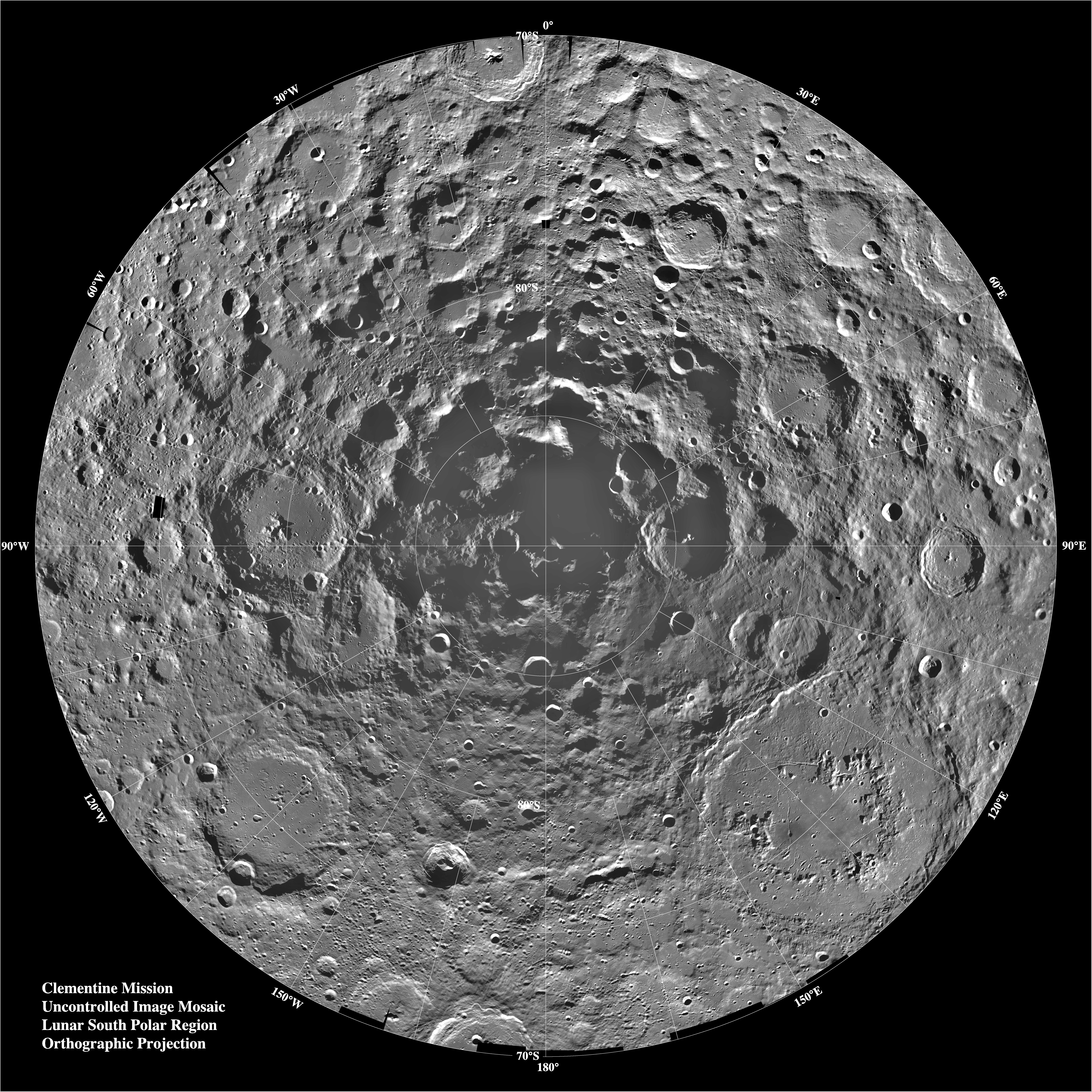
Der Mond-Südpol, fotografiert von der Clementine

Die Mondkrater, aus denen das „Gesicht“ am Südpol besteht, sind seit Milliarden von Jahren erhalten geblieben. Das Äußere des Mondes besteht zu 16 % aus diesen Kratern. Diese Krater wurden durch die Auswirkungen von Meteoren gebildet; sie können bis zu 1.600 Meilen breit sein. Aufgrund des Fehlens einer Atmosphäre ist der Mond nicht vor Stößen wie diesen geschützt. Krater sind oft mit einer Mischung aus Feinstaub und felsigen Trümmern bedeckt, die Regolith genannt werden. Einige Untersuchungen, die über Clementine durchgeführt wurden, deuten darauf hin, dass es in einigen Kratern des Mondes auch Wasser und Eis gibt. Die Krater selbst zeigen eine Vergangenheit der Füllung mit geschmolzener Lava.

### Wahrnehmung von Bildern auf dem Mond
Innerhalb der westlichen Kultur meinten Einige, dass sie „den Mann im Mond“ gesehen haben. In der ostasiatischen Kultur haben die Menschen ein Kaninchen oder Hände gesehen. Darüber hinaus erzählten einige Menschen, verschiedene Bilder, wie einen Baum, eine Frau oder eine Kröte gesehen zu haben.
Wenn Menschen die Bilder beschreiben, die sie auf dem Mond sehen, wie z. B. ein Gesicht, sehen sie das auf dem Mond angezeigte Bild nicht direkt. Sie betrachten eher einen unregelmäßigen Abschnitt der Mondoberfläche. Der unregelmäßige Abschnitt besteht aus tiefen Kratern und Hügeln.

## Weitere außerirdische Formationen

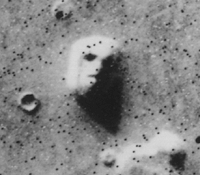
Ein Satellitenfoto eines Tafelbergs in Kydonia, das oft als Gesicht auf dem Mars bezeichnet wird. Spätere Bilder aus anderen Blickwinkeln enthielten die Schatten nicht.

Das Gesicht auf dem Mond ist nicht die einzige Formation, die ein Bild auf einem anderen astronomischen Objekt zu bilden scheint; ein weiteres Beispiel ist das Gesicht auf dem Mars, das 1976 während der Viking 1-Mission entdeckt wurde. Während das Gesicht auf dem Mond umgekehrt ist, ist das Gesicht auf dem Mars ein dreidimensionaler Hügel, der einem menschlichen Gesicht ähnelt. Das „Gesicht“ befindet sich in einer Region namens Cydonia Mensae.
Es gibt auch mehrere andere Formationen auf dem Mars. Es gibt eine bestimmte Ansammlung von bergigem Gelände, das wie ein Smiley-Gesicht und eine schädelartige Hochebene aussieht. Es gibt auch einen Vulkan, der eine Lavastromeinrückung aufweist, die Kermit dem Frosch aus der Muppet Show stark ähnelt.
Einige sehen das Krümelmonster in Teilen von Merkur und Bilder, die einem Auge im Helixnebel ähneln. Auf Mercury gibt es eine klare Sammlung von Kratern, von denen einige sagen, dass sie ein Bild von Micky Maus bilden.